# Северцев, Алексей Николаевич
Алексе́й Никола́евич Се́верцев (род. 4 октября 1961 года, Москва) — доктор медицинских наук, профессор (2005), профессор кафедры госпитальной хирургии лечебного факультета РГМУ им. Н. И. Пирогова, заведующий хирургическим отделением ЦКБ № 1 ОАО «РЖД», главный хирург сети клиник «Медси».

## Биография
Родился 4 октября 1961 года в Москве. В 1984 году с отличием окончил Первый Московский государственный медицинский университет имени И. М. Сеченова. В 1989 году получил степень кандидат медицинских наук в области хирургии.
В 1991—1992 годах проходил обучение и работал в Калифорнийском университете в Лос-Анджелесе под руководством профессоров Уильяма Лонгмайера—младшего, Р. Бусутила, Х. Рибера и Йоко Маллен.
В 1993 году был на должности врача-хирурга в Больнице и научном центре имени Короля Файсала (Эр-Риад, Саудовская Аравия).
В 1996 году получил степень врача высшей категории. В 1998—2002 годах работал на должности заведующего хирургическим отделением Клинической больницы № 1 медцентра УД Президента РФ. В 1999 году впервые в России выполнил операцию аутотрансплантации печени («операция Пихльмайера»).
В 2002—2010 годах — главный хирург больницы и заведующий отделения гепатопанкреатобилиарной хирургии ЦКБ № 1 ОАО «РЖД». С 2003 года работает профессором кафедры госпитальной хирургии лечебного факультета РГМУ им. Н. И. Пирогова.
В 2008 году впервые в России выполнил операцию экстирпацию культи поджелудочной железы при рецидиве рака поджелудочной железы после ранее выполненной панкреато-дуоденальной резекции (внесена в реестр операций в Германии).

## Научная и педагогическая деятельность
Является членом 5-ти международных хирургических ассоциаций[каких?].
Является почётным членом «Всемирной Академии по применению лазеров» (WALA — The World Academy of Laser Applications)
Имеет более 200 печатных работ, из них 155 за рубежом. Выступления на 80 конгрессах, из них на 60 — за рубежом. В 6 странах (Египет, Люксембург, Австрия, Саудовская Аравия, Иордания) читал обучающие лекции.
В России регулярно читает лекции врачам, ординаторам и аспирантам по общехирургическим проблемам, проблемам хирургии печени, поджелудочной железы, билиарных протоков, гепатита и СПИДа, а также других инфекционных процессах, актуальных для хирургии, проблемам новых направлений онкологии.
Подготовил к защите 3-х диссертантов на соискание учёной степени кандидата медицинских наук[кого?].

## Достижения
- впервые в России внедрил склеротерапию варикозно расширенных вен нижних конечностей препаратами типа этоксисклерол (1993);
- впервые внедрил в международную хирургическую практику аппарат плазменных потоков (1997);
- впервые в России выполнил операцию аутотрансплантации печени (т. н. «резекция печени на соседнем столе» или «операция Пихльмайера») (1999)[2];
- впервые в России и Европе выполнил операцию экстирпацию культи поджелудочной железы при рецидиве рака поджелудочной железы после ранее выполненной панкреато-дуоденальной резекции (2008);
- впервые в России выполнил модифицированную операцию Апплеби при раке дистальных отделов поджелудочной железы (2011);
- впервые в России начал развивать так называемую циторедуктивную хирургии печени — отдельное новое направление в хирургическом лечении распространённых форм злокачественных (первичных и вторичных) опухолей печени, в том числе с установкой сосудистых «портов» для проведения пролонгированной регионарной интраартериальной химиотерапии.

## Публикации
1. Брехов Е. И., Литвин Г. Д., Кирпичёв А. Г., Северцев А. Н. «Применение лазера при комбинированных операциях у больных раком желудка». Хирургия (Москва), № 7: 70 — 74, 1987.
2. Brekhov E.I., Kuleshov I.Yu., Bashilov V.P., Severtsev A.N.,Tchekmarev O.M. «Prospects of gastrointestinal CO2 — laser surgery». In: Wilhelm & Raphaela Waidelich (eds) «Lasers / Optoelectronics in Medicine» (Proceeds of the 9th International Congress «Laser 89 Optoelectronics»), pp. 8 — 11 (Springer — Verlag, Berlin, 1990; 497 p.);
3. Brekhov E.I., Severtsev A.N., Kuleshov I.Yu. «Pancreatic resection with CO2 — laser». In: Wilhelm & Raphaela Waidelich (eds) «Lasers / Optoelectronics in Medicine» (Proceeds of the 9th International Congress «Laser 89 Optoelectronics»), pp. 27 — 31 (Springer — Verlag, Berlin, 1990; 497 p.);
4. Брехов Е. И., Северцев А. Н., Чегин В. М., Кулешов И. Ю. «Динамическая оментопанкреатостомия в лечении острого деструктивного панкреатита». Хирургия (Москва), № 2, с. 127—133, 1991.
5. Брюсов П. Г., Матафонов В. А., Северцев А. Н. «Фотодинамическая терапия при злокачественных опухолях». Вопросы онкологии, т.40, № 4 −6, с. 139—145,1994.
6. Severtsev A., Tchilina T. «Our experience with a fibrin sealant (Tissucol) and fibrin — adhesive coated collagen fleece (TachoComb) in liver surgery». In: «European IHPBA Congress „Athens’ 95“, 25 −28 May 1995. Proceedings of the Congress». Monduzzi Editore, Bologna, Italy, 1995, pp. 339—402, 1109 P.
7. Severtsev A., Shugurov V., Malov Yu. «Techniques for bleeding esophageal varices: YAG — laser coagulation versus sclerosing therapy». In: «European IHPBA Congress „Athens’ 95“, 25 −28 May 1995. Proceedings of the Congress». Monduzzi Editore, Bologna, Italy, 1995, pp. 443—447, 1109 P.
8. Severtsev A.N., Lipatov N.I., Nistratov V.I., Samorodov V.G. «New argon laser for surgery and photo dynamic therapy (PDT). Diagnostic and therapeutic modalities». In: «New technology in surgery». International Congress. Abstract Book, Luxembourg, June 11 — 17, 1995, #XLYI.
9. Severtsev A., Shugurov V., Malov Yu. «Semi — invasive techniques for bleeding esophageal varices: YAG — laser coagulation versus sclerosing therapy». In: «36th World Congress of Surgery. International Surgical Week ISW95. Lisbon, Portugal, August 27 to September 2, 1995. Abstract Book». p. 207 (#825), 1995.
10. Северцев А. Н., Брехов Е. И., Мален Й., Бен’аму И.-П., Аль-Ватбан Ф. «Иммуномодуляторное действие лазерного излучения на смешанную культуру лимфоцитов человека (MLC) при трансплантации островков поджелудочной железы». «Новые технологии в хирургической гепатологии» (Материалы 3-й конференции хирургов — гепатологов, 14 — 16 июня 1995 г., Санкт — Петербург), сс. 456—457, Санкт — Петербург, 1995.
11. Severtsev A., Pasternak N., Kornev A., Bashilov V. «First experience of sclerotherapy of small liver lesions». 2nd World Congress of the International Hepato — Pancreato — Biliary Association, Bologna, Italy, 2-6 June 1996, Proceedings of the Congress, Monduzzi Editore, 1996, Bologna, Italy, Vol.1, pp. 307—311, 507P.
12. Severtsev A., Chegin V., Ivanova E. «Surgical treatment of cirrhotic ascites (paracentesis, peritoneovenous shunting, narrow — lumen mesocaval PTFE interposition shunt with fibrin sealant)». 2nd World Congress of the International Hepato — Pancreato — Biliary Association, Bologna, Italy, 2-6 June 1996, Proceedings of the Congress, Monduzzi Editore, 1996, Bologna, Italy, Vol.1, pp. 503—507, 507P.
13. Брехов Е. И., Башилов В. П., Северцев А. Н. «Перспективы хирургии печени». Клин. Вестник, октябрь — декабрь, 1994, сс. 36 — 38.
14. Северцев А. Н. «Первый опыт использования раневого клеевого покрытия „ТахоКомб“ в хирургии печени». Клин. Вестник, июль- сентябрь, 1995, сс. 24 — 26.
15. Северцев А. Н., Шугуров В. А., Малов Ю. Я. «Современные методы нехирургического лечения кровотечения из варикозно — расширенных вен пищевода: сравнительная оценка излучения гранатового лазера (Nd:YAG) и склеротерапии полидоканолом („этоксисклеролом“)». Клин. Вестник, январь — март, 1996, сс. 61 — 63.
16. Северцев А. Н. «Склеротерапия полидоканолом (этоксисклеролом) как современный способ лечения варикозно расширенных вен нижних конечностей». Клин. Вестник, апрель — июнь, 1996, сс. 65 — 68.
17. Северцев А. Н. «Фибриновый клей и другие гемостатические средства в хирургии печени». Клин. Вестник, июль — сентябрь, 1996, сс. 71 — 74.
18. Северцев А. Н., Иванова Е. Н. «Опыт использования препарата детралекс в лечении больных с венозной недостаточностью в условиях хирургического стационара». «Флеболимфология», 1996, № 3, с. 15-16.
19. Брехов Е. И., Северцев А. Н., Башилов В. П., Лаптев В. В., Кулешов И. Ю., Иванова Е. Н., Суслов Н. И. «Первый опыт циторедуктивной хирургии (циторедукции) при опухолевых поражениях печени». // «Клинический вестник», 1997, № 3, с.23 — 26.
20. Северцев А. Н., Иванова Е. Н., Суслов Н. И., Башилов В. П., Грибунов Ю. П., Мерзлякова Е. С., Репин И. Г. «Использование некоторых физических методов для достижения гемостаза на поверхности печени после её резекции». «Клинический вестник», 1997, № 3, с.26 — 29.
21. Северцев А. Н. «Портальная гипертензия» (Обзор). «Клинический вестник», 1997, № 3, с.35 — 39.
22. Шугуров В. А., Блохин А. Ф., Малов Ю. Я., Северцев А. Н., Сухинина Т. М., Осин В. Л., Никифоров П. А. «Физические методы в эндоскопическом лечении кровотечений из верхних отделов желудочно — кишечного тракта». — «Кремлёвская медицина (Клинический вестник)». — № 4 (октябрь — декабрь), 1998. — с. 55 — 58.
23. Северцев А. Н., Брехов Е. И., Миронов Н. П., Репин И. Г., Иванова Е. Н., Башилов В. П. «Использование в клинической практике некоторых фармакологических препаратов для достижения окончательного гемостаза при резекциях печени». — «Кремлёвская медицина (Клинический вестник)». — № 2 (апрель — июнь), 2000. — с. 22 — 26.
24. Северцев А. Н., Брехов Е. И., Миронов Н. П., Иванова Е. Н., Репин И. Г. «Использование местных фармакологических средств для достижения окончательного гемостаза при резекциях печени». // Хирургия. — 2001. — № 1. — С. 75-79.
25. Северцев А. Н., Миронов Н. П., Иванова Е. Н., Чегин В. М., Лаптев В. В., Бронтвейн А. Т., Багинская И. С. «Послеоперационные осложнения и эффективность использования антибиотика максипима при операциях на печени у больных с высоким риском инфекционных осложнений». // «Кремлёвская медицина (Клинический вестник)». — № 1. 2001. — С. 48 — 52.
26. Severtsev A. «Different adhesive materials for hemostasis on the raw liver surface». // 4th Congress of the European Chapter of the IHPBA, Amsterdam, the Netherlands, May 27-30, 2001. Proceedings of the Congress. — 2001. — Monduzzi Editore S.p.A., Bologna, Italy. — Medimond Inc. — pp. 257—262.
27. Северцев А. Н., Щуплова Е. Н., Ремизов М. В., Александров В. Е. «Резекция печени: течение послеоперационного периода и использование аналога соматостатина (Сандостатина) для предупреждения развития осложнений». // Хирургия. — 2001. — № 11. — С. 61-65.
28. Северцев А. Н., Николаенко Э. М., Брехов Е. И., Щуплова Е. Н., Богданов А. Е., Петрук Е. В., Репин И. Г., Хохлов А. В. «Аутотрансплантация печени в лечении её очаговых поражений». // Хирургия. — 2002. — № 1. — С. 52-58.
29. Северцев А. Н., Брехов Е. И., Миронов Н. П., Репин И. Г., Иванова Е. Н., Башилов В. П. «Использование в клинической практике некоторых фармакологических препаратов для достижения окончательного гемостаза при резекциях печени». // «Тахокомб — пятилетний опыт применения в России. Сборник статей: гемостаз и склеивание тканей». — «Никомед Россия — JPbureau». — Copenhagen- Moscow. — Июнь, 2001. — С. 26-33 (95 с).
30. Малиновский Н. Н., Северцев А. Н., Смирнова Н. Б. «Циторедуктивная хирургия колоректального рака в печени: принципы и интраартериальная регионарная химиотерапия». // Хирургия. — 2003. — № 3. — С. 14-21[4].
31. Малиновский Н. Н., Северцев А. Н., Чудаев Д. Б. Лапароскопическое исследование и пункционная биопсия опухолей печени при постановке диагноза «Очаговое поражение печени». // Хирургия. — 2004. — № 5. — С. 4- 8[5].
32. «Портальная гипертензия» (А. Н. Северцев). // «Острые хирургические заболевания» (методические рекомендации для студентов 5 и 6 курсов). Под общей редакцией проф. В. А. Ступина и проф. В. В. Лаптева. — Издание «Российского Государственного медицинского Университета МЗ РФ», кафедра госпитальной хирургии № 1 лечебного факультета, Издание третье, исправленное и дополненное. — М., 2004 г. — 197 с.
33. Северцев А. Сандостатин в лечении нейроэндокринных опухолей желудочно- кишечного тракта. // Фарматека. — 2004. — № 18 (95). — С. 38-47.
34. Брехов Е. И., Северцев А. Н., Никифоров П. А., Репин И. Г. «Склеротерапия при варикозном расширении вен пищевода у больных с синдромом портальной гипертензии». (Методические рекомендации). — М. — 2005. — 27 с.
35. Брехов Е. И., Северцев А. Н., Репин И. Г. «Фармакологические средства гемостаза в хирургии печени». (Методические рекомендации). — М. — 2005. — 34 с.
36. Северцев А. Н., Ступин В. А. «Сандостатин» в абдоминальной хирургии. (Пособие для практических врачей). — М., Издательство «Триада». — 2005. — 144 с.
37. Малиновский Н. Н., Северцев А. Н. «Использование имплантированных внутрисосудистых катетеров с подкожными „портами“ при лечении хирургических заболеваний». // Хирургия. — 2005. — № 8. — С. 4- 9[6].
38. Северцев А. Н., Чудаев Д. Б. «Использование эритропоэтина при обширных операциях на печени и поджелудочной железе». // Хирургия. — 2006. — № 12. — С. 33-36[7].
39. Гришина И. М, Северцев А. Н, Когония Л. М. Значение регионарной химиотерапии в лечении метастазов КРР в печени. Хирургия № 1,2010,18-21.